# Люксембурзька соціалістична робітнича партія
Люксембурзька соціалістична робітнича партія (люксемб. Lëtzebuerger Sozialistesch Arbechterpartei, фр. Parti Ouvrier Socialiste Luxembourgeois, нім. Luxemburger Sozialistische Arbeiterpartei, LSAP) — люксембурзька соціал-демократична політична партія. Партія була створена у 1946 році. Партія праці має 13 місць із 60 у парламенті Люксембургу та 1 місце із 6 виділених для Люксембургу в Європарламенті (входить до фракції Прогресивний альянс соціалістів і демократів). 
Партія є молодшим партнером у теперішній великій коаліції з Християнсько-соціальною народною партією. 

## Рання історія партії
- 5 липня 1902: Заснування Соціал-демократичної партії (СДП).
- 1905: Ліві елементи вийшли із партії і створили Соціал-демократичну робітничу партію (СДРП).
- 1912: Возз'єднання СДП і СДРП.
- 1916: Партія перейменована в Соціалістичну партію.
- 2 січня 1921: Комуністичні елементи вийшли із партії і створили Комуністичну партію Люксембургу.
- 1924: Партія називається Люксембурзька робітнича партія. Партія була членом Соціалістичного інтернаціоналу між 1923 і 1940 роками.

5 листопада 1937: Партія вперше входить до коаліційного уряду.

## Післявоєнна реорганізація
Партія була реформована після Другої світової війни під назвою «Люксембурзька соціалістична робітнича партія» (ЛСРП). 
- Березень 1971: центристські елементи виходять із партії та створюють Соціал-демократичну партію.
- 1984: возз'єднання ЛСРП з більшістю Соціал-демократичної партії (деякі члени приєдналися до Християнсько-соціальної народної партії).

## Участь у виборах
| Рік  | Голосів % | Місце | Місць | Місце | Уряд |
| ---- | --------- | ----- | ----- | ----- | ---- |
| 1945 |           |       | 11    | 2-е   | Так  |
| 1948 |           |       | 15 ▲  | 2-е   | Так  |
| 1951 |           |       | 19 ▲  | 2-е   | Так  |
| 1954 | 35,1      | 2-е   | 17 ▼  | 2-е   | Так  |
| 1959 | 34,9 ▼    | 2-е   | 17    | 2-е   | Так  |
| 1964 | 37,7 ▲    | 1-е ▲ | 21 ▲  | 2-е   | Так  |
| 1968 | 32,3 ▼    | 2-е ▼ | 18 ▼  | 2-е   | Ні   |
| 1974 | 29,2 ▼    | 2-е   | 17 ▼  | 2-е   | Так  |
| 1979 | 24,3 ▼    | 2-е   | 14 ▼  | 3-е ▼ | Ні   |
| 1984 | 33,6 ▲    | 2-е   | 21 ▲  | 2-е ▲ | Так  |
| 1989 | 26,2 ▼    | 2-е   | 18 ▼  | 2-е   | Так  |
| 1994 | 25,4 ▼    | 2-е   | 17 ▼  | 2-е   | Так  |
| 1999 | 22,3 ▼    | 3-є ▼ | 13 ▼  | 3-є ▼ | Ні   |
| 2004 | 23,4 ▲    | 2-е ▲ | 14 ▲  | 2-е ▲ | Так  |
| 2009 | 21,6 ▼    | 2-е   | 13 ▼  | 2-е   | Так  |

## Відомі члени
- Роберт Геббельс — депутат Європейського Парламенту з 1999 року